# Джиммі Флойд Гассельбайнк
Джиммі Флойд Гассельбайнк (нід. Jimmy Floyd Hasselbaink, нар. 27 березня 1972, Парамарибо) — нідерландський футболіст, нападник. Насамперед відомий виступами за клуб «Челсі», а також національну збірну Нідерландів. Нині — тренер.

## Клубна кар'єра
Народився в місті Парамарибо — столиці південно-американської держави Суринам (Голландська Гвіана). У дорослому футболі дебютував 1990 року виступами за команду «Телстар», в якій провів один сезон, взявши участь лише у 4 матчах чемпіонату.
Через рік він перейшов в АЗ, де затримався до 1993 року, забивши в 46 матчах чемпіонату Нідерландів 5 м'ячів. Сезон 1993/94 Гассельбайнк пропустив, не знайшовши собі клубу, готового підписати з ним контракт, і був змушений грати в аматорській «Нон-Лізі» для підтримки спортивної форми.
У серпні 1995 року Гассельбайнк переїжджає до Португалії, щоб грати за клуб нижчого португальського дивізіону «Кампумайоренсе». Відігравши там один сезон, Джиммі Флойд переходить до клубу вищої португальської ліги «Боавішти», де в перший же сезон забиває 20 м'ячів в 29 матчах чемпіонату Португалії і виграє разом з командою Кубок Португалії.
Результативність Гассельбайнка звернула на себе увагу тренерів декількох європейських клубів. Гравець з декількох варіантів вибрав пропозицію від клубу Англійської Прем'єр-Ліги «Лідс Юнайтеда» і переїхав до Туманного Альбіону за 2 млн фунтів в червні 1997 року. У «Лідсі» Гассельбайнк продовжував показувати високу результативність: 23 голи за перший сезон в команді і 21 гол у сезоні 1998/99 допомагають «Лідсу» зайняти високе 4-те місце в чемпіонаті Англії, а Гассельбайнк в тому ж році стає найкращим бомбардиром турніру з 18-ма м'ячами.
У 1999 році Гассельбайнк зажадав у «Лідса» збільшення заробітної плати за контрактом, але отримав відмову і став шукати собі новий клуб. У підсумку він перейшов в мадридський «Атлетіко» за 12 млн фунтів. За сезон в іспанській команді Гассельбайнк забив 32 голи (24 в «Прімері» в 34 матчах), але клуб грав нестабільно, і єдиним успіхом «Атлетіко» в сезоні 1999—2000 можна вважати лише вихід у фінал Кубку Короля.
Вже наступного сезону Гассельбайнк повертається до Англії, перейшовши до «Челсі» за 15 млн фунтів і сформувавши ударну зв'язку з іншим форвардом команди, ісландцем Ейдуром Ґудйонсеном. За перший рік у «Челсі» Гассельбайнк забиває 23 голи в 35 матчах англійської «Прем'єр-Ліги», включаючи 4 м'ячі, забитих у одному матчі з «Ковентрі», ставши найкращим бомбардиром англійської першості. У другому сезоні у складі лондонського клубу Гассельбайнк забиває 29 м'ячів, допомагаючи «Челсі» дійти до фіналу Кубка Англії (де клуб програв 0:2), в самому фіналі голландець участі не брав через травму.
Коли Гассельбайнк відновився після травми, його результативність трохи впала: у сезоні 2002/03 він забив 11 м'ячів у 27 матчах, а в сезоні 2003/04 — 17 м'ячів, які дозволили йому стати найкращим бомбардиром команди, незважаючи на конкуренцію з боку нападників, що прийшли в клуб — Ернана Креспо і Адріана Муту. У 2004 році, коли контракт Гассельбайнка з «Челсі» закінчився, футболіст не захотів продовжувати угоду. Всього за «Челсі» Гассельбайнк забив 87 м'ячів у 177 проведених матчах. Більшість часу, проведеного у складі «Челсі», він був основним гравцем атакувальної ланки команди і одним з головних бомбардирів команди, маючи середню результативність на рівні 0,51 голу за гру першості.
Перед початком сезону 2004/05 Гассельбайнк в статусі вільного агента переходить в «Мідлсбро», в перший рік в команді голландець забив 13 м'ячів в 36 матчах. На наступний рік «Мідлсбро» з Гассельбайнк досягає фіналу Кубка УЄФА, але там розгромно програє «Севільї» 0:4. У 2006 році у Гассельбайнка трапився конфлікт з новим тренером «Боро» Гаретом Саутгейтом, і нідерландський футболіст вирішив змінити команду. У нападника була пропозиція від шотландського «Селтіка», але висока заробітна плата гравця — 40 000 фунтів на тиждень — відлякала шотландців від Джиммі-Флойда, а на меншу суму в контракті Гассельбайнк не погоджувався.
11 липня 2006 Хассельбайнк переходить в «Чарльтон Атлетик». Перший гол за «Чарльтон» Гассельбайнк забив у ворота своєї колишньої команди, «Челсі», 9 вересня на «Стемфорд Брідж», але сам футболіст гол не відсвяткував з поваги до шанувальників «Челсі», які, в свою чергу, удостоїли гравця оплесками. Так само Хассельбайнк відзначився голом у ворота іншого свого колишнього клубу — «Мідлсбро» — 13 січня 2007 року. 14 травня 2007, ще до закінчення однорічного контракту, Гассельбайнк з обопільної згоди з клубом покинув «Чарльтон».
У 2007 році Гассельбайнк виступив у пресі із заявами про незаконні премії в 2004 році в «Челсі» після перемоги в Лізі Чемпіонів його колишнього клубу над «Арсеналом», але розслідування, ініційоване Прем'єр-Лігою, у зв'язку з цим інцидентом, правда, результату не принесло.
Після того, як він покинув «Чарльтон» Гассельбайнк займався пошуками нової команди. У серпні йому надійшла пропозиція від «Лестер Сіті», Гассельбайнк приєднався до тренувань клубу 14 серпня 2007 року, але «Лестер» несподівано вирішив не підписувати угоду з футболістом.
16 серпня Хассельбайнк перейшов в клуб «Кардіфф Сіті», створивши в команді в'язку з колишнім форвардом «Ліверпуля» Роббі Фаулером. Обидва футболісти дебютували в «Кардіффі» у матчі на Кубок Ліги з командою «Лейтон Орієнт». 19 вересня 2007 Хассельбайнк забив свій перший гол за «Кардіфф», вразивши ворота «Уотфорда». Весь сезон в клубі Гассельбайнк залишався головним нападником команди, лише зрідка поступаючись місцем Стівену Томпсону, але рідко догравав матчі до кінця — він втомлювався через свій вік, і його змінювали. «Кардіфф» провів сезон досить рівно, а в кінці року, вперше за 81 рік, досяг фіналу Кубка Англії, але там програв «Портсмуту».
У 2008 році після того, як «Кардіфф» відмовився продовжувати контракт з Хассельбайнком, той зайнявся пошуками нової команди. 16 серпня 2008 Гассельбайнк був помічений на матчі між «Норвіч Сіті» та «Блекпулом», отримавши особисте запрошення від президента «Норвіча» Роджера Манбі, проте 29 серпня тренер клубу Глен Редер сказав, що «Норвіч» не має наміру підписувати контракт з Хассельбайнком. Крім «Норвіча», у Гассельбайнка не було пропозицій, які б його влаштовували, і він завершив професійну футбольну кар'єру.

## Виступи за збірну
1998 року дебютував в офіційних матчах у складі національної збірної Нідерландів.
У складі збірної був учасником чемпіонату світу 1998 року у Франції. Проте в подальшому не зміг конкурувати за місце в нападі збірної з такими зірками як Деніс Бергкамп, Патрік Клюйверт, Руд ван Ністелрой, П'єр ван Гойдонк та Рой Макай. Тому з 2002 року Гассельбайнк перестав викликатись до складу збірної Нідерландів.
Протягом кар'єри у національній команді, яка тривала п'ять років, провів у формі головної команди країни 23 матчі, забивши 9 голів.

## Тренерська кар'єра
21 липня 2011 увійшов до тренерського штабу англійського клубу «Ноттінгем Форест» як асистент головного тренера Стіва Макларена під керівництвом якого відіграв 2 сезони (2004/05 — 2005/06) за «Мідлсбро».
29 травня 2013 Гассельбайнк очолив клуб «Антверпен».
4 грудня 2015 року Джиммі очолив англійський «Квінз Парк Рейнджерс», перед ним ставилось завдання вийти у АПЛ, проте так і не впоравшись зі своїм завданням він покинув клуб на початку жовтня 2016 року через те, що був замішаний у корупційному скандалі. Журналісти «The Daily Telegraph»  вивели нідерландського наставника на чисту воду представившись інвесторами із Далекого Сходу.
В ході двох зустрічей із журналістами «The Daily Telegraph»  він заявив, що "...це все бізнес, так що все залежить від того, скільки ви готові викласти на стіл.", — тим самим поставивши інтереси власного гаманця вище інтересів клубу, який він очолював.

## Титули і досягнення
- Володар кубка Португалії: 1996-97
- Володар Суперкубка Португалії: 1997
- Володар Суперкубка Англії: 2000
- Найкращий бомбардир англійської Прем'єр-ліги: 1998-99 (18), 2000-01 (23)